# Peter Sculthorpe
Peter Sculthorpe és un compositor australià nascut el 29 d'abril de 1929. La seva música està sovint basada en cants aborígens, i intenta reflectir els sons del seu continent. Sovint també incorpora elements de la música japonesa i balinesa.

## Vida i obra
Començà els seus estudis musicals quan tenia 16 anys a la Universitat de Melbourne. El 1958 guanya una beca per estudiar a Anglaterra. El 1961 compon l'obra Irkanda I per a violí solista. El 1963 va ser nomenat professor a la Universitat de Sydney, plaça que va ocupar fins a l'any 1999 i, on entre els seus alumnes tingué a Paul Stanhope. El 1986 compon l'obra per a orquestra Earthcry, on expressa dues de les seves principals preocupacions, l'abús del medi ambient per part de la civilització moderna i la forma en què aquesta desposseeix els natius del medi ambient. L'any 2004 va estrenar l'obra Rèquiem. Fins a l'actualitat, ha compost aproximadament unes 184 obres.